# Power FM
Power FM ist ein privater Hörfunksender in Bulgarien. Leitspruch des Senders ist „Today's best music“.  Seit 2015 sendet das Radio nur alte Musik.

## Geschichte
Radio Power FM begann am 21. April 2011 mit dem Sendeprogramm.
Power FM produziert in Burgas ein 24-Stunden-Programm. Die 108 m hohe Sendeantenne befindet sich im Zentrum der Stadt, auf dem Gebäude des Hotels Bulgaria. Das Sendestudio befindet sich ebenfalls im Stadtzentrum in der Straße Aleko Bogoridi 16.

## UKW-Frequenzen und Sendegebiet
- Burgas: 91,1 MHz
- Zarewo: 88,0 MHz